# 榆蛺蝶
榆蛺蝶（Large Tortoiseshell，學名：Nymphalis polychloros），是屬於蛺蝶科蛺蝶亞科的一種蝴蝶，是蛺蝶屬的模式種。分佈於歐洲中部至南部、北非、喜馬拉雅山脈和巴基斯坦奇特拉爾至穆里，模式產地為瑞典。

## 外型
翅膀外緣呈鋸齒狀，展翅寬約8厘米。翅面以橙色為主，配上了零碎的黑點；後翅沿著黑色的外緣有一排半月形的藍斑。翅底大理石花紋般的棕色，前後翅的亞外緣都有不明顯的藍色帶紋。當蝴蝶在樹幹上合起翅膀休息時造成保護色的效果。幼蟲最長達4.5厘米。

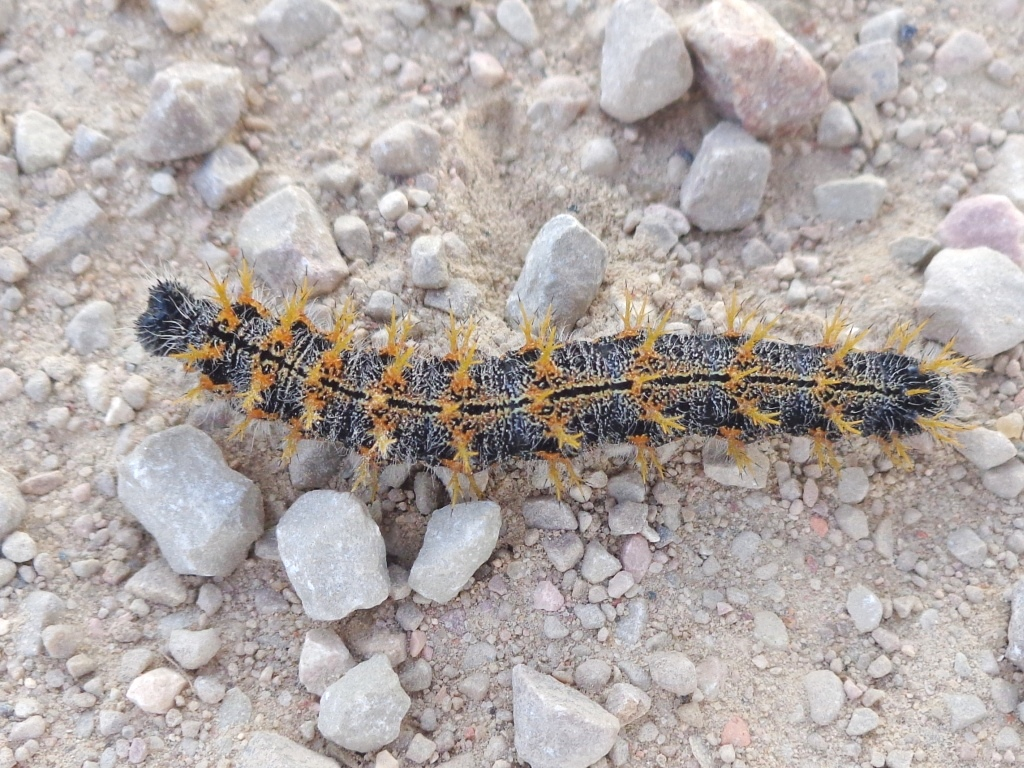
幼蟲
標本

## 習性
成蟲飛行快速且活躍，經常飛到樹冠層上，所以不容易近距離觀察。不過有時會在空曠地面上曬太陽，或者站在樹幹上歇息。也喜愛站到樹幹上，吸食樹汁。常見於六至八月，然後過冬，於三至四月再出現。冬眠時他們會藏身於樹的裂縫和樹洞內，在花園的隱蔽處和洞處也能找到它們的蹤影。幼蟲的寄主為榆樹、柳樹、楊樹等植物。

## 生境
生活於海拔2000米以下的樹籬、木林和田邊，尤其長有榆樹的地方。

## 亞種
- P. i. polychloros （指名亞種）
- P. i. erythromelas (Austaut, 1885) － 分佈於摩洛哥西部，阿爾及利亞和突尼斯。

## 圖集

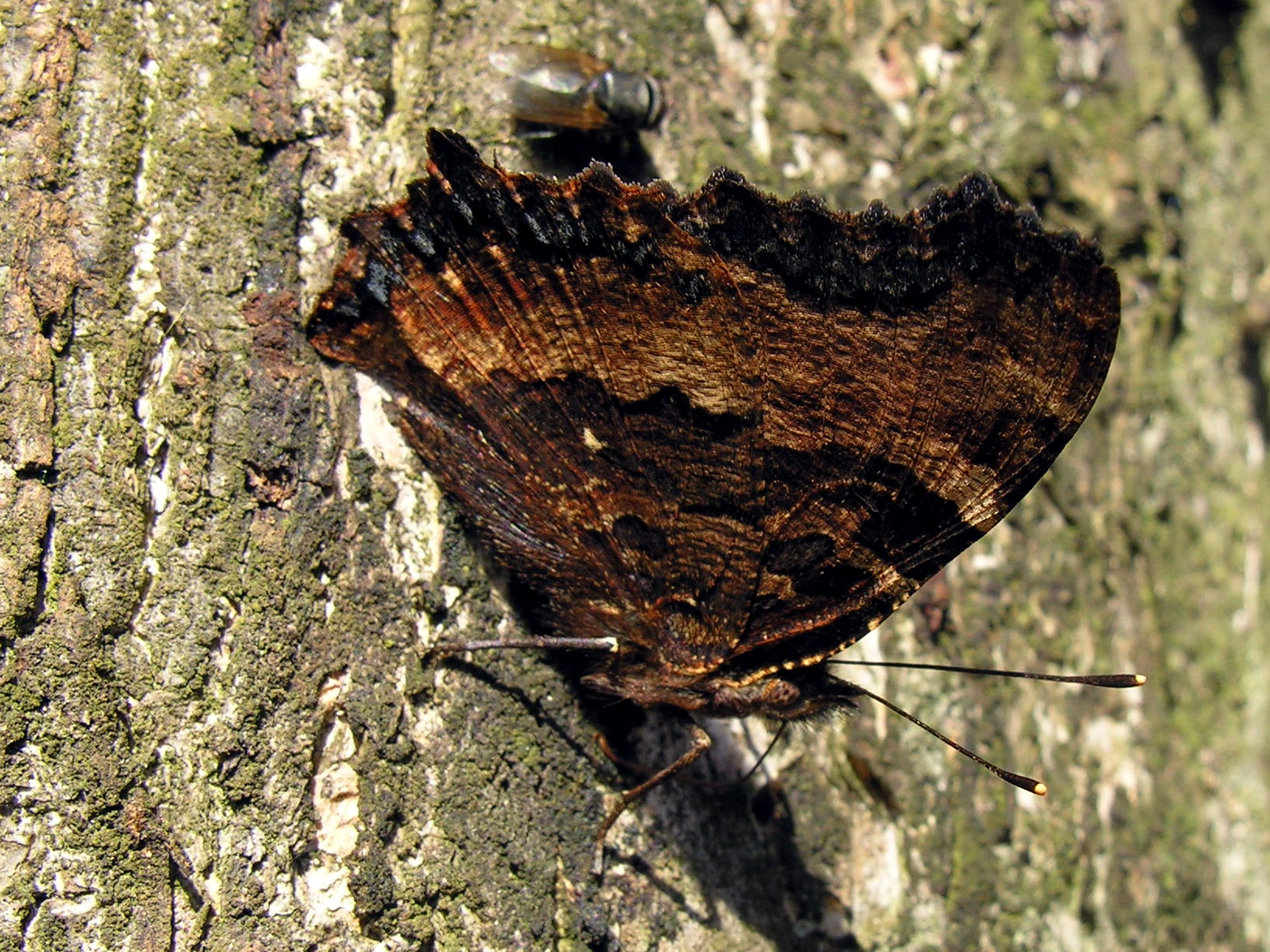
有保護色的翅底

## 腳註
1. 1 2  Linnaeus, 1758
Systema Naturae per Regna Tria Naturae, Secundum Clases, Ordines, Genera, Species, cum Characteribus, Differentiis, Symonymis, Locis. Tomis I. 10th Edition Syst. Nat. (Edn 10) 1 : 477
2. ↑  Die Schmett. Th. I, Bd. 2 (4): 118, pl. 73, f. 1
3. ↑  Tennent, 1996. The Butterflies of Morocco, Algeria and Tunisia : 1-217

## 外部連結
- 维基共享资源上的相關多媒體資源：榆蛺蝶
- Nymphalis polychloros （页面存档备份，存于） - Moths and Butterflies of Europe and North Africa （英文）
- Nymphalis polychloros （页面存档备份，存于） - ZooBank.org （英文）
- Nymphalis polychloros - Catalogue of Life （英文）
- Nymphalis polychloros （页面存档备份，存于） - funet.fi